# Престон (Техас)
Престон (англ. Preston) — переписна місцевість (CDP) в США, в окрузі Грейсон штату Техас. Населення — 2101 особа (2020).

## Географія
Престон розташований за координатами 33°51′56″ пн. ш. 96°39′49″ зх. д. / 33.86556° пн. ш. 96.66361° зх. д. (33.865502, -96.663540).  За даними Бюро перепису населення США в 2010 році переписна місцевість мала площу 21,06 км², з яких 13,05 км² — суходіл та 8,01 км² — водойми.

## Демографія
Згідно з переписом 2010 року, у переписній місцевості мешкало 2096 осіб у 1023 домогосподарствах у складі 624 родин. Густота населення становила 100 осіб/км².  Було 1555 помешкань (74/км²).
Расовий склад населення:
| - 94,8 % — білих - 1,2 % — корінних американців - 0,6 % — азіатів - 0,1 % — чорних або афроамериканців |

До двох чи більше рас належало 2,6 %. Частка іспаномовних становила 2,1 % від усіх жителів.
За віковим діапазоном населення розподілялося таким чином: 13,5 % — особи молодші 18 років, 57,9 % — особи у віці 18—64 років, 28,6 % — особи у віці 65 років та старші. Медіана віку мешканця становила 54,2 року. На 100 осіб жіночої статі у переписній місцевості припадало 106,7 чоловіків;  на 100 жінок у віці від 18 років та старших — 103,5 чоловіків також старших 18 років.
Середній дохід на одне домашнє господарство  становив 55 809 доларів США (медіана — 44 694), а середній дохід на одну сім'ю — 80 159 доларів (медіана — 70 943). За межею бідності перебувало 9,1 % осіб, у тому числі 0,0 % дітей у віці до 18 років та 3,3 % осіб у віці 65 років та старших.
Цивільне працевлаштоване населення становило 750 осіб. Основні галузі зайнятості: мистецтво, розваги та відпочинок — 28,8 %, публічна адміністрація — 10,5 %, науковці, спеціалісти, менеджери — 7,9 %, будівництво — 7,7 %.